# Gwethalyn Graham
Œuvres principales
- Swiss Sonata (1938)
- Earth and High Heaven (1944)

Gwethalyn Graham Erichsen-Brown (née le 18 janvier 1913 et décédée le 25 novembre 1965) est une écrivaine et une militante canadienne.

## Biographie

### Jeunesse
Gwethalyn Graham est née dans une famille aisée de Toronto, issue d'un père avocat. Elle rejoint le Smith College dans le Massachussets à l'âge 19 ans avant d'abandonner ses études, s'enfuyant avec le fils du partenaire de son père, John McNaught avec qui elle se marie. Ils divorcent après deux ans de mariage avant de déménager à Wesmount, située sur l'île de Montréal. Elle y rencontre Hugh Maclennan, F. R. Scott, Thérèse Casgrain et Pierre Trudeau, tous deviendront de proches amis. Peu après elle se marie avec le philosophe David Yalden-Thomson avec qui elle divorcera également peu de temps après.
La sœur de Gwethalyn, Isabel LeBourdais est une journaliste. Elle publie en 1966 son livre The Trial of Steven Truscott, livre remettant en cause le procès de Steven Truscott alors au centre d'un procès pour meurtre. Son frère John Erichsen-Brown est un diplomate au sein du cabinet canadien des affaires étrangères.

### Carrière littéraire
Sa première œuvre, Swiss Sonata, est publié en 1938 après deux essais de nouvelles avortés,.
Gwentholyn est une grande militante contre l'anti-sémitisme et la discrimination des francophones au Canada. Ce militantisme est canalisé dans son œuvre Earth and High Heaven, sortie en 1944, contant la romance entre femme protestante de Montréal et un juif originaire du Nord de l'Ontario. Le producteur Samuel Goldwyn se montre intéressé par l'œuvre souhaitant la produire en film mais abandonne son projet, une œuvre ayant un thème similaire est publiée alors que Earth and High Heaven n'était encore qu'en écriture.
Après Hearth and High Heaven, Gwethalyn publie le livre Dear Enemies. Il s'agit de la publication de sa correspondance avec la journaliste Solange Chaput-Rolland où elles discutent de la relation entre anglophones et francophones au sein du Canada. Elle se diversifie en écrivant une pièce de théâtre : Trouble at Weti et des pièces de fictions diffusées sur CBC Radio.
Elle traduit également des œuvres d'écrivains québécois en anglais comme Deux femmes terribles de André Laurendeau.

### Décès
Alors qu'elle prépare une séquelle de son livre Dear Enemies, Gwethalyn s'éteint des suites d'un cancer au cerveau non diagnostiqué à l'âge de 52 ans.

### Postérité
En 2004, ses oeuvres Swiss Sonata et Earth and High Heaven sont de nouveau publiées par Cormorant Books.
Barbara Meadeowcroft a écrit sa biographie: Gwethalyn Graham: a Liberated Woman in a Conventional Age, publiée en 2008.

## Œuvres

### Nouvelles
- Swiss Sonata, 1938
- Earth and High Heaven, 1944

### Livre
- Dear Enemies, 1963

### Théâtre
- Trouble at Weti